# پیمایش گرمایی الکتریکی

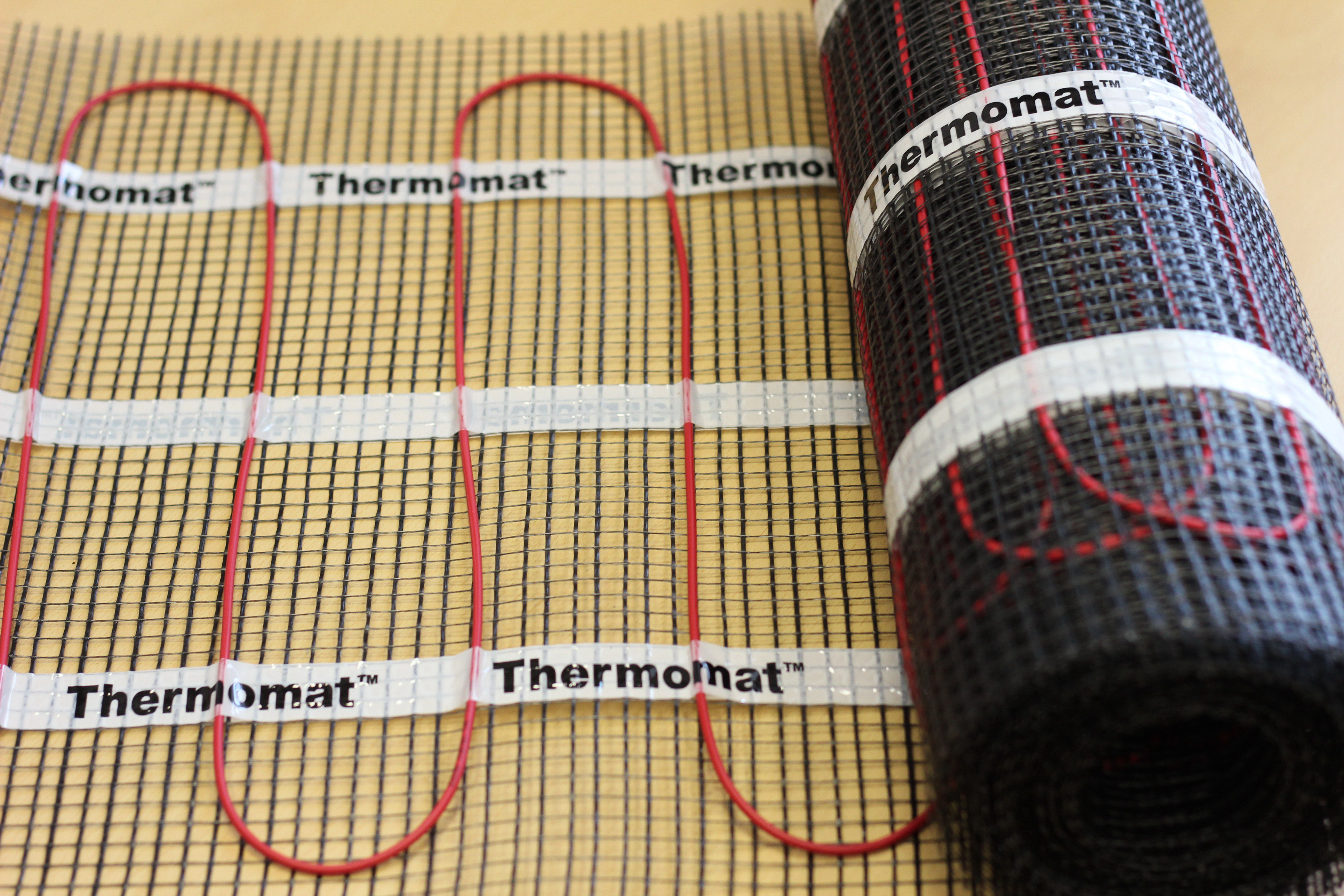
نمایی از یک‌نوع پیمایش گرمایی الکتریکی. ساختار سیستم کابلی ترمومات برای کف گرم

پیمایش گرمایی الکتریکی (به انگلیسی: Electrical Trace Heating) یا (به انگلیسی: Heat Tracing)، روشی برای حفظ دما و افزایش آن به‌ویژه برای لوله‌ها و مخازن حاوی سیال از طریق گرمایش از سطح بواسطه کابل‌های حرارتی می‌باشد. در این روش، کابلهایی که نوعاً یا وات ثابت یا وات متغیر (خود تنظیم) نامیده می‌شوند به کار می‌آیند. این کابل‌ها سعی در جبران انرژی اتلاف شده یا مورد نیاز جهت افزایش دما از طریق سطح می‌نمایند.
از مصارف عمده صنعتی این سیستم می‌توان به موارد زیر اشاره نمود:
1. جلوگیری از یخ زدگی و لختگی سیالات مانند آب و سوخت داخل لوله و مخازن (به انگلیسی: De-icing and Anti-Condensation)
2. حفظ دما (به انگلیسی: Temperature Maintenance)
3. افزایش دما (به انگلیسی: Heat-Up)

نیز می‌توان به مصارفی غیر صنعتی چون گرمایش از کف در منازل مسکونی (به انگلیسی: Floor Warming)، جلوگیری از یخ زدگی در آبروها (به انگلیسی: Gutters Anti-Frozen System) و جلوگیری از لغزندگی روی جاده، پل، سرازیری پارکینگ و پله‌های فرار نام برد.
بطور کلی کابل‌های موضوع به دو دسته وات ثابت (به انگلیسی: Constant Wattage Heating Cable) و خود تنظیم (به انگلیسی: Self Regulating Heating Cable) تقسیم می‌شوند. کابل‌های حرارتی با توجه به روکش متفاوت در برابر محیطهای آلی و معدنی و دماهای محیطی مقاومت نشان می‌دهند که با توجه به شرایط می‌توان روکش مناسبتری را انتخاب نمود. جنس روکش خارجی می‌تواند XLPE, PVC، تفلون PTFE یا Mineral Insulated باشد.

## کابلهای حرارتی با وات ثابت
این نوع از کابل همواره با داشتن مقاومتی ثابت در سراسر طول کابل توان ثابتی را ارائه می‌دهد.
کابل‌های وات ثابت در تقسیم‌بندی به دو دسته زیر تقسیم می‌شوند:
1. قابل برش در هر نقطه مورد نظر (به انگلیسی: Cut to Length)
2. از پیش آماده و غیرقابل برش (به انگلیسی: Pre-Terminated)

نیز در دسته‌بندی دیگری می‌توان آن‌ها را بگونه ذیل دسته‌بندی نمود:
1. کابل تک هسته ای یا با سطح مقطع سری (به انگلیسی: Single-Core or Series Heating Cable)
2. دو هسته ای یا با سطح مقطع موازی (به انگلیسی: Double-Core or Prallel Heating Cable)
3. کابل‌های سه فاز حرارتی

## کابلهای حرارتی با وات متغیر یا خود تنظیم
این نوع از کابل رفتار متفاوتی در دماهای متفاوت محیطی بواسطه از هسته پلیمری و نیمه هادی خود نشان می‌دهد و توان‌های متفاوتی در دماهای متفاوت ارائه می‌نماید. بگونه ایکه در دماهای پایین و سردتر توان بالاتر در جهت افزایش دما و با افزایش دما توان خود را کاهش می‌دهد و برخی آن را کابل هوشمند می‌نامند. لازم است ذکر شود که توان نامی این کابل‌ها به جهت متغیر بودن در دمای ۱۰ درجه سانتیگراد در نظر گرفته می‌شود.
این نوع از کابل در دسته‌بندی ساده ای به صورت ذیل قرار می‌گیرند:
1. دما پایین که بیشتر برای جلوگیری از یخ زدگی بکار می‌رود.
2. دما متوسط که گاه برای جلوگیری از یخ زدگی و گاه برای فرایندهای حفظ دماهای متوسط بکار می‌رود.
3. دما بالا که بیشتر برای فرایندهای حفظ دماهای بالا یا افزایش دما بکار می‌رود.

### مزیت کابل هایخود تنظیم
1. قابل برش در هر طول و نقطه مورد نظر ( به انگلیسی: cut to length )
2. در صورت روی هم قرار گرفتن ، کابل نمی سوزد ( به انگلیسی: It does not burn when overlapped )
3. صرفه جویی در انرژی به دلیل کم کردن توان به طور خودکار دز پاسخ به دما ( به انگلیسی: energy efficient)
4. هزینه نصب ارزان (به انگلیسی : lower installation cost)